# Zahl-Form-System
Das Zahl-Form-System ist eine grundlegende mnemotechnische Assoziationstechnik und ist auch unter Namen wie Zahl-Symbol-System, Bildersystem, Hilfsbildreihe, Bilderraster, Bildtafel, Zahlensymbole u. a. bekannt. International wird oft die Bezeichnung Pegword System verwendet.
Beim Zahlensystem bilden Zahlen das Grundgerüst, also die Ordnung, die Reihenfolge in der die zu merkenden Wörter gemerkt und einsortiert werden. Bei anderen Systemen bilden z. B. die Buchstaben des Alphabetes oder Orte entlang eines Wegs oder in einem Gebäude, das auf einem festen Weg durchschritten und durchmustert wird, das Erinnerungsgrundgerüst, das zu jedem komplexen System gehört.

## Verfahren
Jeder Zahl wird ein bestimmtes Symbol, genauer ein Bild zugeordnet, um mit diesen Symbolen dann die zu merkenden Begriffe in eine feste Reihenfolge zu bringen (vgl. die altindische Zahlendarstellung aus dem 7. Jahrhundert).
Die Symbole werden dabei so gewählt, dass sie durch ihre Form in einen sicher erinnerbaren Bezug zur Zahl stehen:

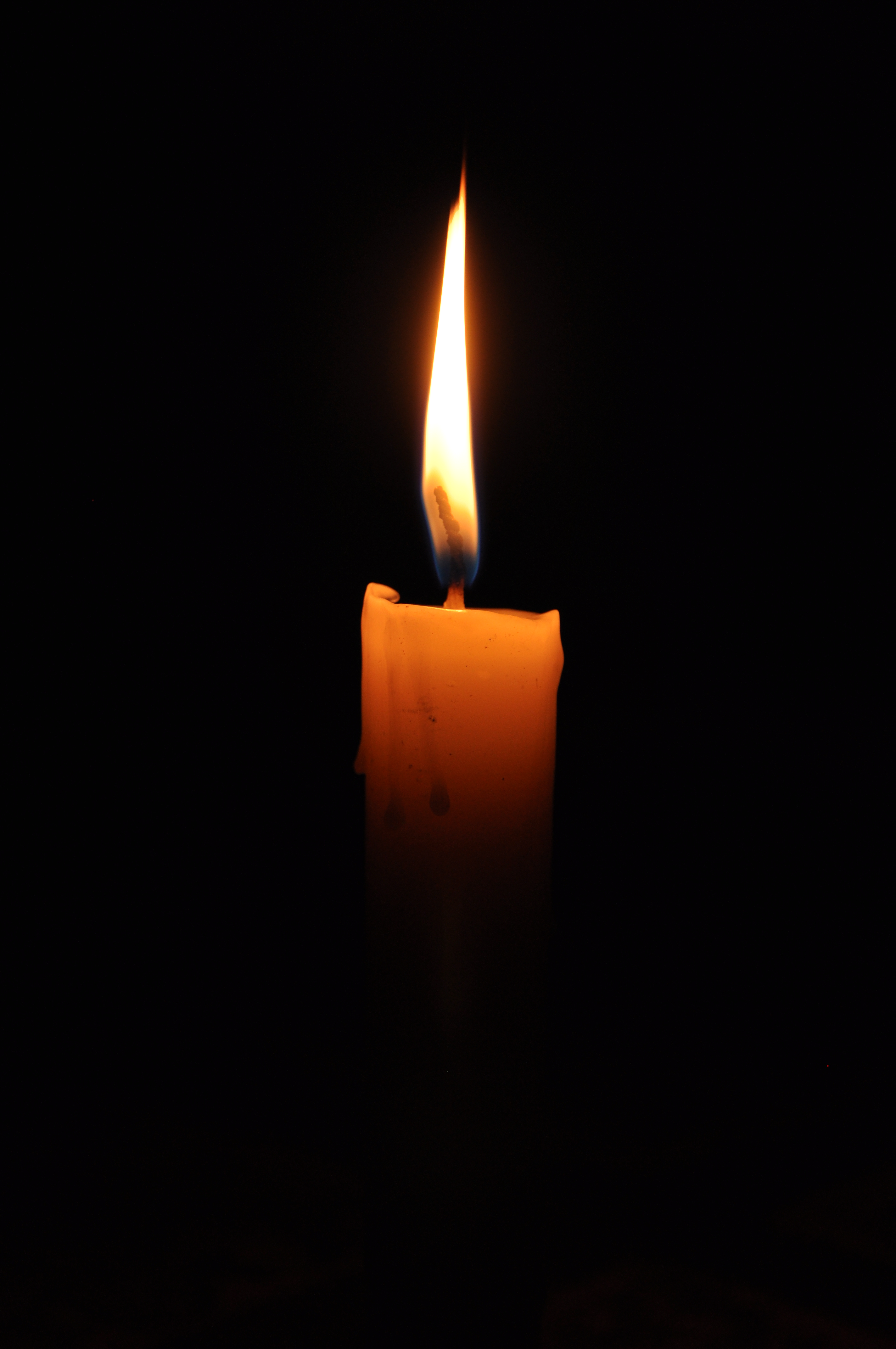
1 – eine Kerze sieht wie eine gemalte 1 aus
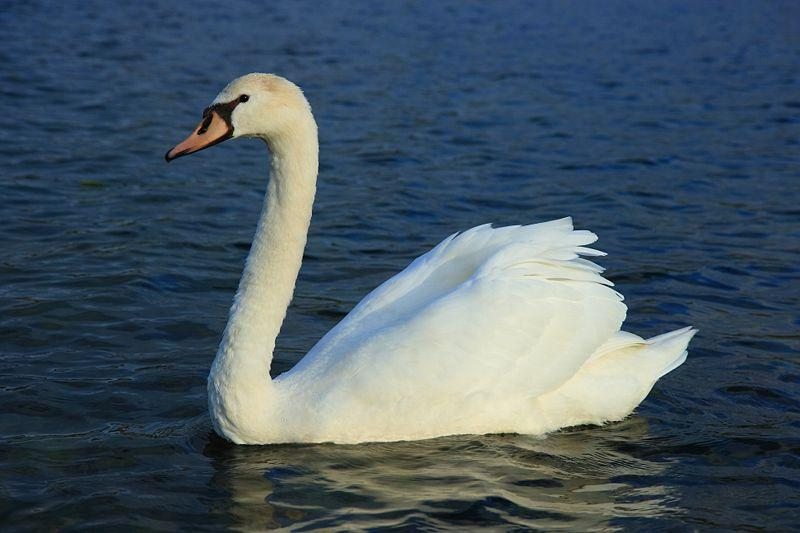
2 – die 2 ähnelt einem Schwan
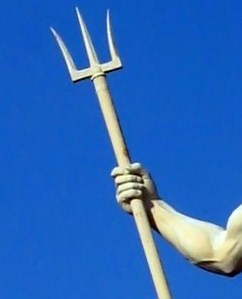
3 – ein Dreizack hat 3 Zacken
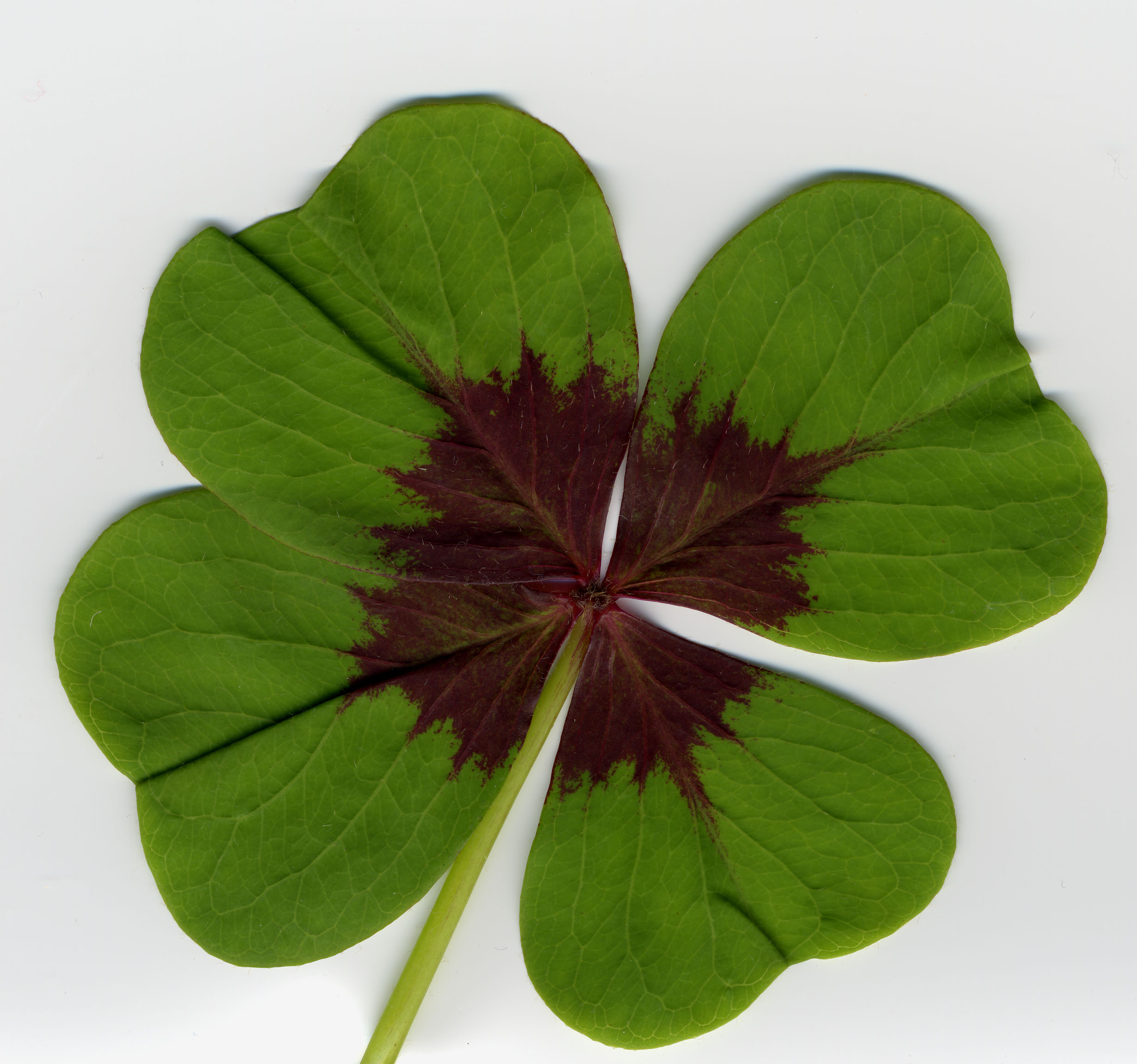
4 – ein (Glücks-)Kleeblatt hat 4 Blätter
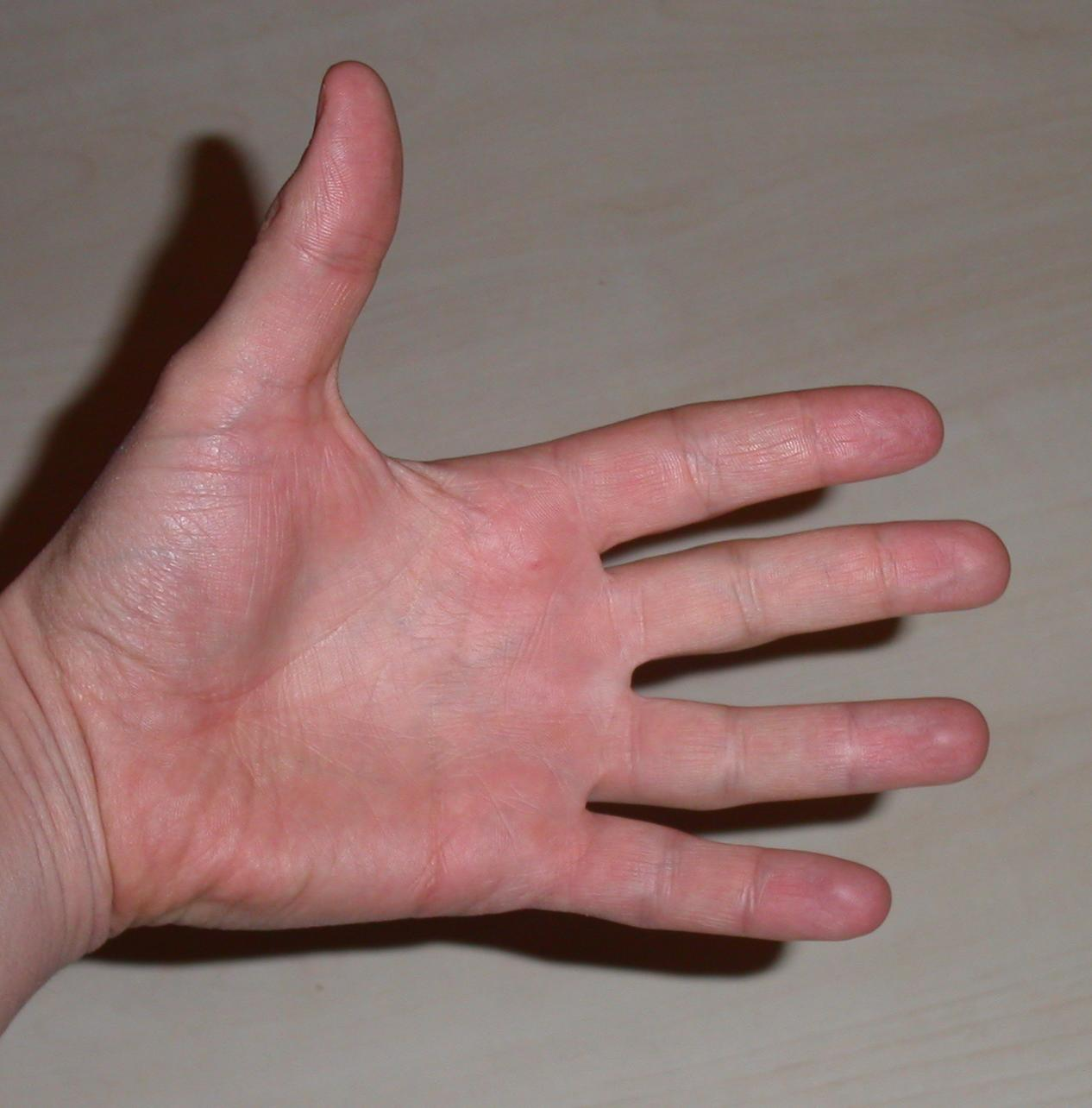
5 – die Hand hat 5 Finger
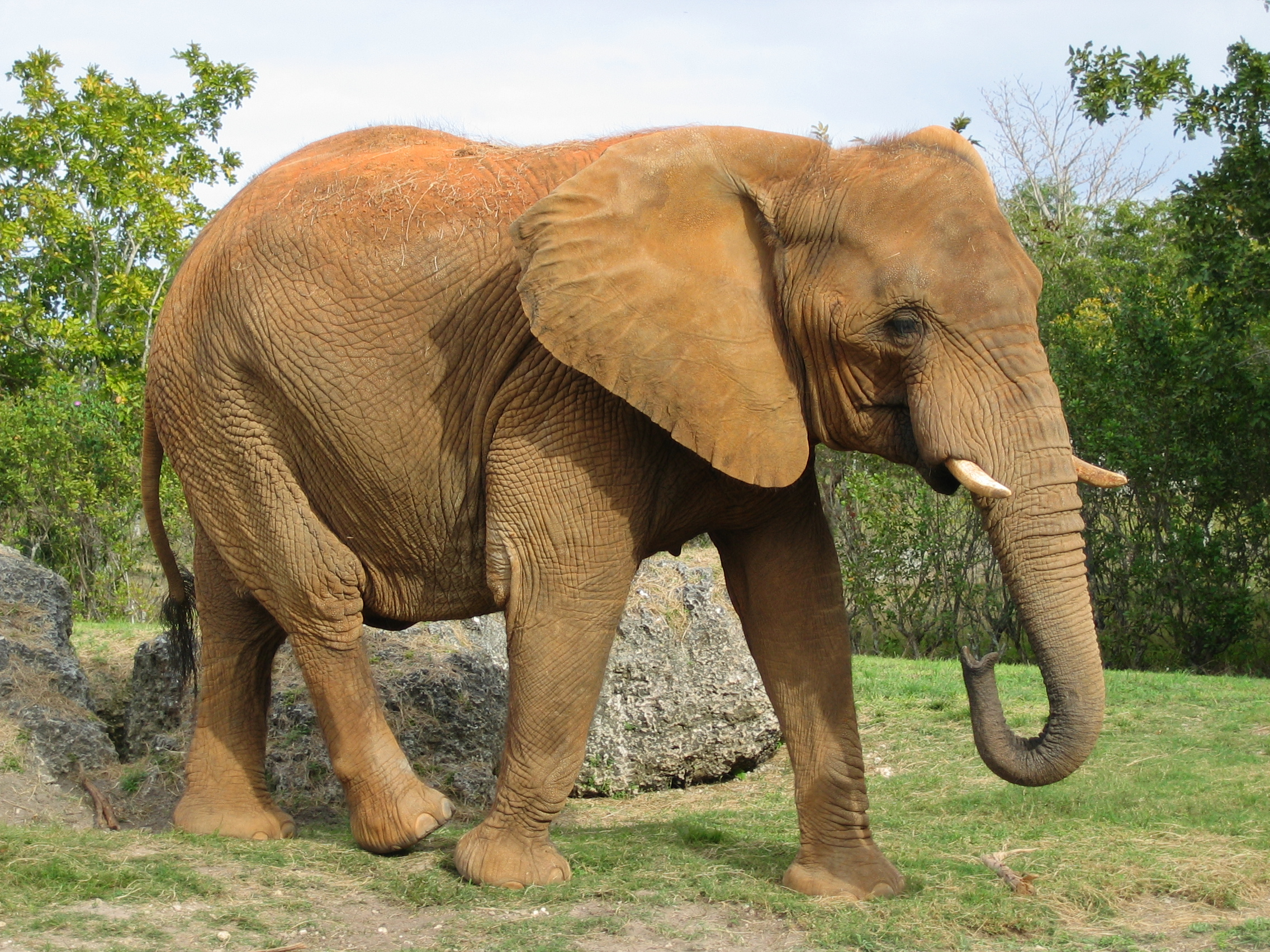
6 – ein Elefant hat wegen der vier Beine, des Rüssels und des Schwanzes sozusagen 6 Gliedmaßen
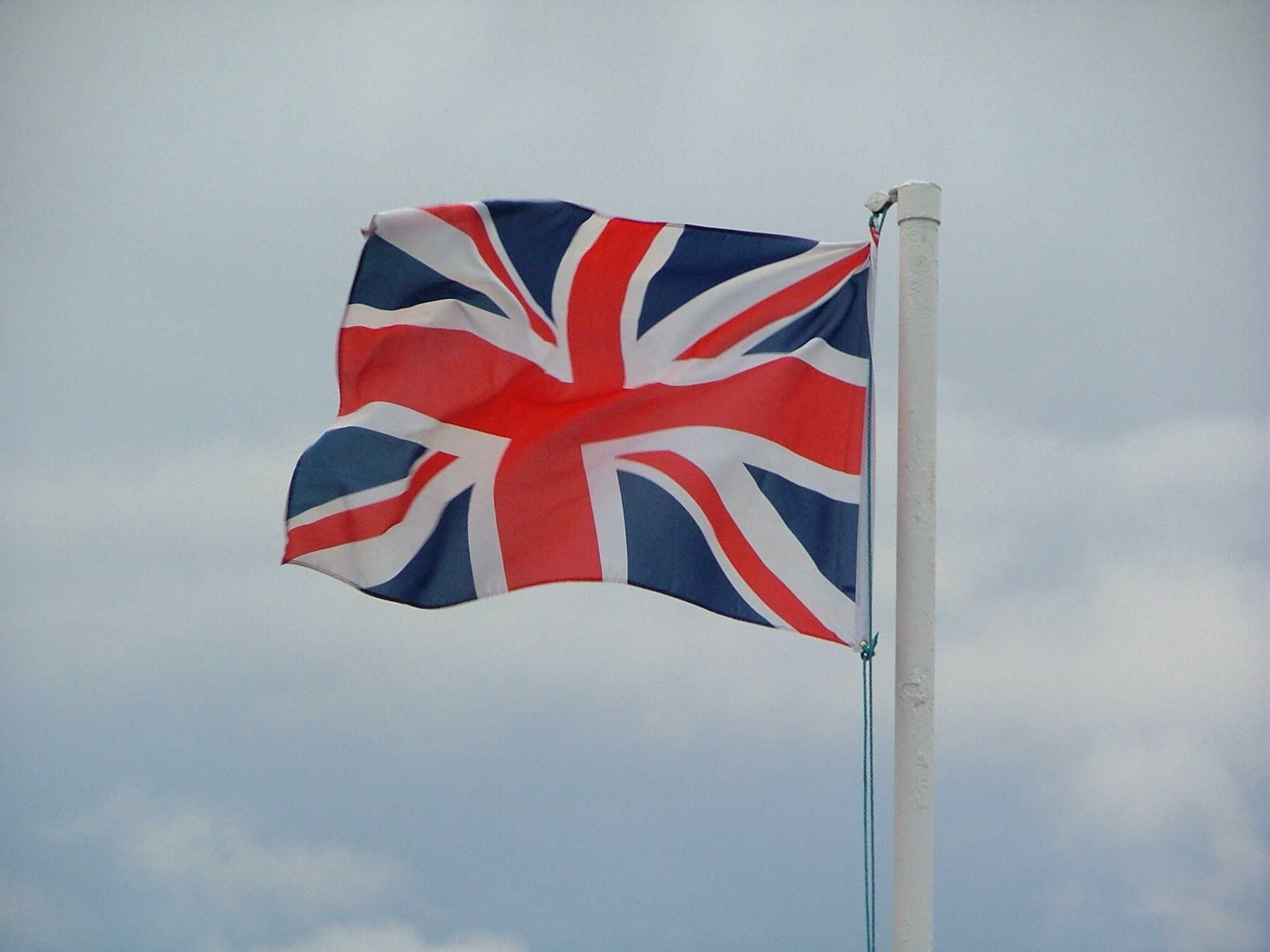
7 – eine im Wind wehende Fahne sieht wie eine geschriebene 7 aus
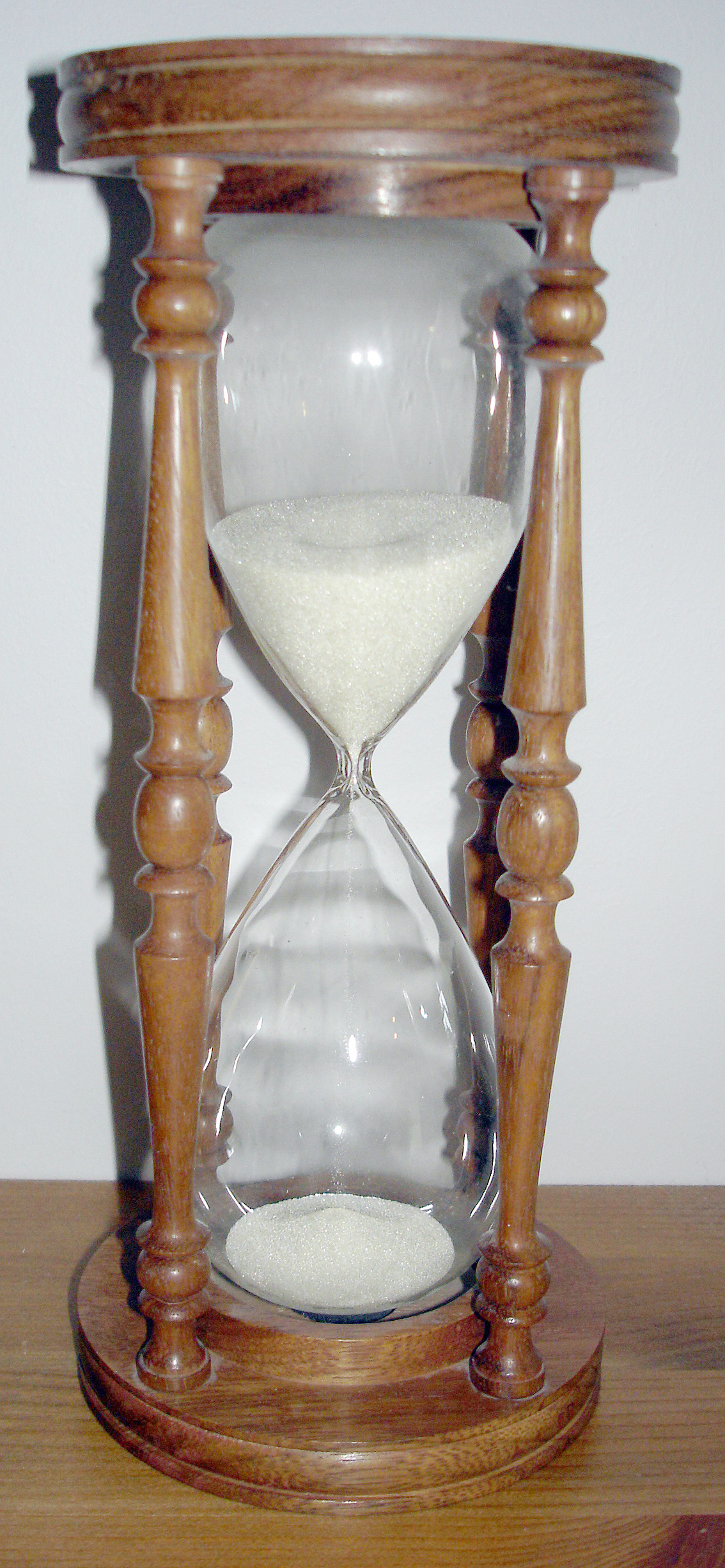
8 – die Sanduhr hat die Form einer 8
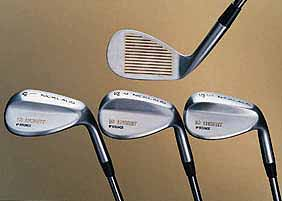
9 – ein nach oben gehaltener Golfschläger ähnelt einer 9
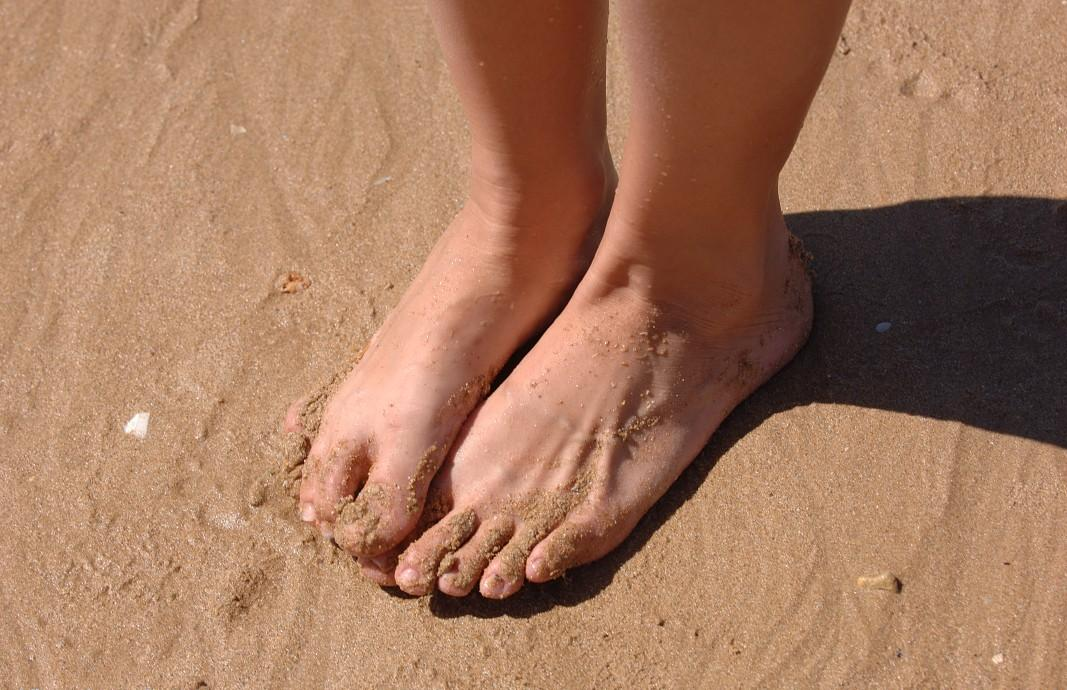
10 – beide Füße zusammen haben 10 Zehen

## Symbole
Die verwendeten Symbole weichen in den Anleitungsbüchern voneinander ab. Es kommt auch nicht auf das verwendete Bild an, sondern dass der jeweilige Anwender das Bild lebendig vor Augen hat und gut und sicher memorieren kann. Das von ihm verwendete Bild/Symbol muss ihm liegen. Entscheidend ist aber, dass man sich für ein bestimmtes Bild entscheidet. Stellt sich ein Angler die 9 lieber als Anglerhaken vor oder ein anderer als Haken an einem großen Kran, eine Person die 8 statt als Sanduhr als Propeller, dann ist das genauso gut. Aber das System funktioniert nur, wenn einem immer das gleiche Bild sicher einfällt und vor allem auch umgekehrt, bei einem Erinnerungsbild mit einem Schwan auch sicher einfällt, dass dieser die 2 und damit die zweite Erinnerung symbolisiert. Merkt man, dass man öfter mit der gleichen Zahl Probleme hat, muss man ein anderes Bild wählen und umlernen.
| Zahl | ähnliche Form                                                                  | Assoziationskette                                   |
| ---- | ------------------------------------------------------------------------------ | --------------------------------------------------- |
| 0    | Kugel, Ball, Ei, Sack, Orange                                                  | alter Mensch (keine Zähne)                          |
| 1    | Kerze, Baseballschläger, Pfosten, Bleistift, Füllfeder, Gehstock, Baum         | Zyklop (1 Auge)                                     |
| 2    | Ente, Schwan, Gans, Wasserschlauch                                             | Lichtschalter (2 Funktionen: Aus/Ein)               |
| 3    | Dreizack, Handschellen, Gesäß, Hügel, Doppelkinn                               | Hocker (3 Beine)                                    |
| 4    | Segelboot, Kleeblatt, Sessel (digitale 4 auf dem Kopf)                         | Auto (4 Reifen), Tisch/Stuhl/Sessel (4 Beine)       |
| 5    | schwangere Frau, Haken                                                         | Hand (5 Finger)                                     |
| 6    | eingedrehter Elefantenrüssel, Golfschläger (nach unten), Kirsche, Pfeife       | Würfel (6 Seiten), Elefant (6 Glieder)              |
| 7    | Fahne, Klippe, Angel, Bumerang, Sense                                          | Zwerg (Schneewittchen und die 7 Zwerge)             |
| 8    | Sanduhr, Brezel, Schneemann, Brille, Achterbahn                                | Spinne (8 Beine)                                    |
| 9    | Flagge, Spermium, Tennisschläger, Kaulquappe, Golfschläger (nach oben)         | Katze (9 Leben) / Kegel (alle neune)                |
| 10   | Baseball- oder Golfschläger mit Ball, Billardqueue mit Kugel, Laurel und Hardy | Bibel (10 Gebote), alle Finger/Zehen                |
| 11   | 2 Spaghettinudeln                                                              | Fußball/Fußballmannschaft (11 Spieler)              |
| 12   | Wecker/Uhr (Zeiger zeigen auf 12 Uhr)                                          | Mittagessen (12 Uhr), Geist (Geisterstunde; 24 Uhr) |
| 13   | Katze (Körper formt die 1, Schwanz die 3)                                      | Aufzug (kein 13. Stock) / Freitag, der 13.          |
| 14   | 2 Blitze (1. Blitz formt 1, 2. Blitz formt 4)                                  | Herz (14. Februar; Valentinstag)                    |
| 15   | Angel (Rute formt 1, Haken formt 5)                                            | Ritter (lebten im 15. Jahrhundert)                  |
| 16   | Peitsche (Knauf formt 1, Schnur formt 6)                                       | Teenager (Alter)                                    |
| 17   | Geodreieck (Vordere Kante formt 1, obere und schräge Kante formt 7)            | Kartenspiel (17 und 4)                              |
| 18   | Vogelhaus (Kante formt 1, die 2 Löcher die 8)                                  | Feierabendverkehr (Staus um 18 Uhr)                 |
| 19   | Luftballon (Schnur formt 1, Ballon formt 9)                                    | Abendessen (19 Uhr)                                 |
| 20   | Nikolausschlitten (Kufen formt die 2, der dicke Nikolaus die 0)                | Nachrichten (20 Uhr)                                |

Hat man dieses System sicher im Kopf kann man sich damit zehn bis zwanzig Wörter merken, indem man jedes dieser Wörter in ein lebendiges Bild umsetzt, möglichst farbig, plastisch (der Inhalt kann beliebig sinnlos sein) und mit einem der Symbolbilder zu einem Bild verknüpft. Möchte man sich z. B. eine Einkaufsliste auswendig merken, dann schreibt man zunächst jeden der zehn einzukaufenden Gegenstände neben eine der Zahlen und bildet im Kopf ein Bild. Steht Tomaten neben der 10 und hat man sich wegen der zehn Zehen für zwei Füße als Bild für 10 entschieden, könnte man sich z. B. vorstellen, wie man in einem großen Bottich steht und Tomaten mit den Füßen zertritt. Im Geschäft, wenn man den 10. Punkt der Einkaufsliste memoriert, erinnert man sich an Füße und das lebendige Bild der Situation wie man in einem großen Bottich Tomaten zertritt, tritt vor Augen. Dann muss man nur noch rekonstruieren, dass man Tomaten und keinen Bottich kaufen wollte.

## Abstrakte Begriffe
Etwas mehr Mühe und Übung verlangt das Merken abstrakter Begriffe, wie z. B. „Glaube“, „Liebe“ und „Hoffnung“. Aber hier muss man eben bei Glaube sich z. B. einen knienden Beter vorstellen, bei Liebe ein sich umarmendes Paar etc. Bei „Relativitätstheorie“ könnte ein Bild von Einstein an einer Tafel helfen. Ist das vierte zu merkende Wort „Relativitätstheorie“ und man hat sich für Kleeblatt als Symbol für vier entschieden, dann kann man sich Einstein vor der Tafel vorstellen, der ein riesiges vierblättriges Kleeblatt in der Hand hält, oder einen Strauß mit vierblättrigen Kleeblättern oder samt Tafel in einer Wiese aus vierblättrigen Kleeblättern steht.
Die Griechen hatten es mit abstrakten Begriffen insofern leicht, weil fast alle abstrakten Begriffe auch von einem göttlichen Wesen verkörpert wurden. So hatte jede Kunst ihre Muse. Der „Krieg“ z. B. wurde von dem Gott Ares verkörpert. Auch heute noch könnten sich viele den Begriff „Gerechtigkeit“ durch das Bild der Göttin Justitia, einer Frau mit den Attributen Waage und Schwert merken. Wer Fabeln mag und kennt, kann sich List als Fuchs, Bösartigkeit mittels eines Wolfes, Gier mittels eines nach einem Lamm gierenden Wolf vorstellen.